# Xyrichtys trivittatus
Xyrichtys trivittatus е вид бодлоперка от семейство Labridae.

## Разпространение
Видът е разпространен във Виетнам, Провинции в КНР, Тайван и Хонконг.